# Barry Hay
Barry Andrew Hay (Faizabad, 16 agosto 1948) è un cantante e musicista olandese.
È noto come frontman del gruppo rock Golden Earring.

## Biografia
È nato a Faizabad, nelle Province Unite (attuale zona di Ayodhya in India). Ha origini scozzesi. All'età di otto anni si è trasferito nei Paesi Bassi.
Ha iniziato l'attività musicale nel gruppo The Haigs nel periodo 1965-1967.
Nel 1967 è entrato a far parte della formazione del gruppo rock Golden Earring. La band ha ottenuto successo nel 1973 con il brano Radar Love.
Nel 1972 ha pubblicato il suo primo album da solista.
Nel 1990 partecipa al doppiaggio della versione olandese del film Charlie - Anche i cani vanno in paradiso (All Dogs Go to Heaven).
Nel 1994 partecipa all'album The Final Experiment degli Ayreon uscito l'anno seguente.
Nel 2019 realizza un album collaborativo con JB Meijers (The Common Linnets).

## Discografia parziale

### Solista
- 1972 - Only Parrots, Frogs and Angels
- 1987 - Victory of Bad Taste
- 2008 - The Big Band Theory
- 2019 - For You Baby
- 2022 - Fiesta de la Vida